# ボレア大語族

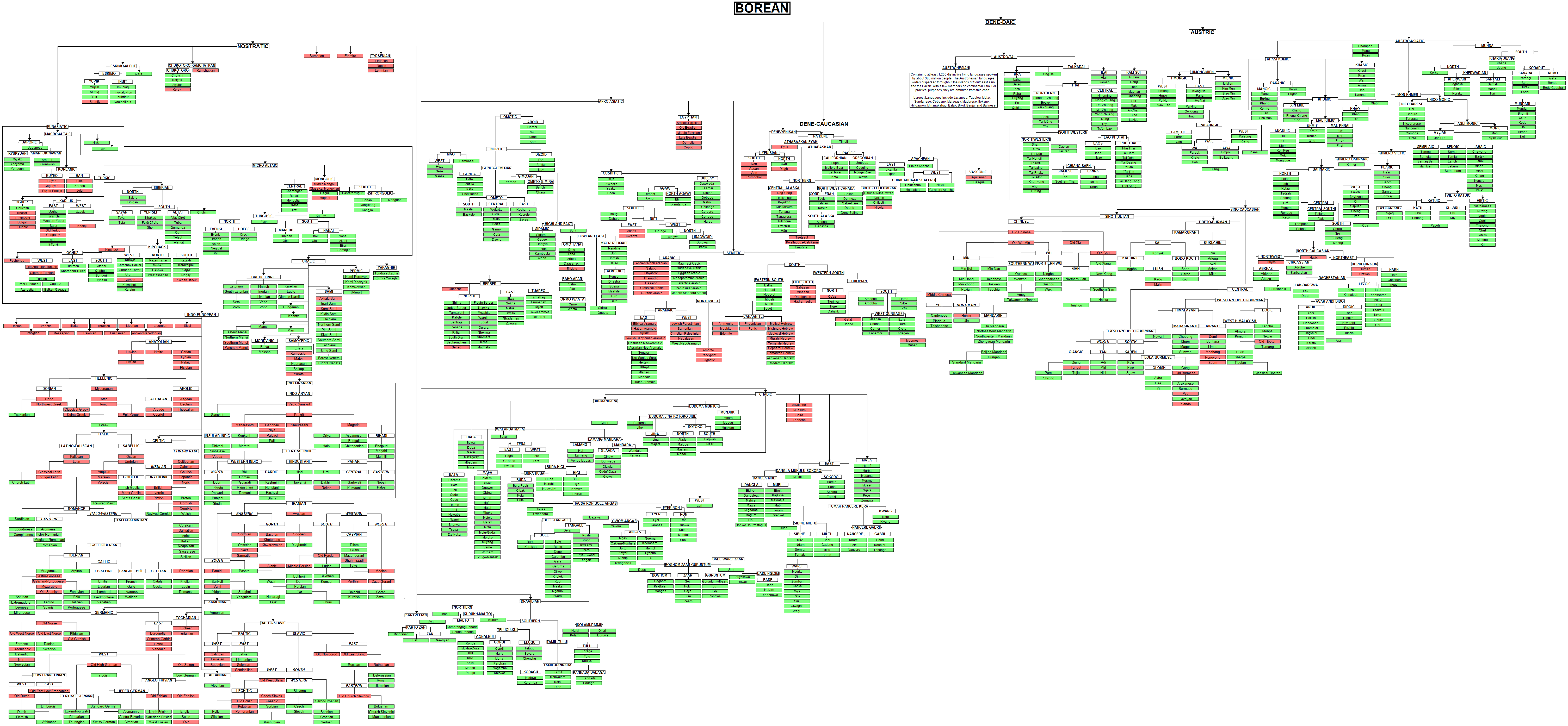
ボレア大語族仮説による言語の系統樹

ボレア大語族（ボレアだいごぞく、Borean languages）とは、セルゲイ・スタロスティンによって提唱された大語族の概念である。アジア・ヨーロッパ・北方のアフリカの全ての言語と、アメリカ・インディアン諸語のいくつかあるいは全てを含む。
ボレア語族 (「ボレア」は「北方」という意味) は、めいめいの提唱されてきた大語族 (複数の確立された語族を包含したもの) を包括する。
| 大語族                 | 大語族 | 語族・言語 |
| ---------------------- | --- | --- |
| ノストラティック大語族 | ユーラシア大語族 | アルタイ諸語, チュクチ・カムチャツカ語族, エスキモー・アレウト語族, インド・ヨーロッパ語族, 南コーカサス語族, ニヴフ語, ウラル語族, ユカギール語, 朝鮮語, 日琉語族, アイヌ語 |
| ノストラティック大語族 | アフロ・アジア語族, ドラヴィダ語族, アメリンド大語族                                                                                   | |
| デネ・コーカサス大語族 | バスク語, ブルシャスキー語, ナ・デネ語族, 北コーカサス語族（北東コーカサス語族, 北西コーカサス語族）, シナ・チベット語族, エニセイ語族 | バスク語, ブルシャスキー語, ナ・デネ語族, 北コーカサス語族（北東コーカサス語族, 北西コーカサス語族）, シナ・チベット語族, エニセイ語族                                       |
| オーストリック大語族   | オーストロアジア語族, オーストロネシア語族, ミャオ・ヤオ語族, タイ・カダイ語族                                                         | オーストロアジア語族, オーストロネシア語族, ミャオ・ヤオ語族, タイ・カダイ語族                                                                                               |

合計すると世界人口の90パーセント以上の人々がこれらの語族に含まれる言語を話している。

ジョーゼフ・グリーンバーグは、彼の提唱したアメリンド大語族がユーラシア大語族にもっとも密接に関係していると考えていた。アメリンド大語族がノストラティック大語族に分類されれば、全てのアメリカ・インディアン諸語がボレア語族に分類されることになる。
ボレア語族説は、他のアフリカの大きな語族 (ナイル・サハラ語族・ニジェール・コンゴ語族・コイサン語族) やオーストラリア・アボリジニ諸語、インド・太平洋大語族を含まない。ユーラシア大陸において話される言語であるクスンダ語とニハリ語の2言語がインド・太平洋大語族に含まれるとする説があり、その場合この2言語がユーラシアにおいて唯一ボレア祖語から派生したものではない言語ということになる。

ボレア語族という名称はNikita Krugly が2000年にはじめて使用したが、 Georgiy Starostin は、ボレア語族という名称によって、アフリカの諸言語の親縁性が遠いという早まった臆測を促してはならないと警告している。 
この仮説の研究は初期の段階にあり、包括されるとする個々の語族さえ歴史言語学者を納得させる確証がないため、歴史言語学者はこの説に非常に懐疑的であるか、判断を控えている。